# Full Throttle (TV-film)
Full Throttle  är en brittisk TV-film från 1995 i regi av Mark Chapman.

## Handling
Filmen är en biografi över den brittiske racerföraren sir Henry "Tim" Birkin och de effekter hans passion för motorsporten fick på hans privatliv.

## Rollista i urval
- Rowan Atkinson - Tim Birkin
- Geoffrey Palmer - sir Stanley Birkin
- Gavin Richards - Walter Owen Bentley
- Crispin Bonham-Carter - Michael Burn
- Carolyn Backhouse - Audrey Latham
- Harry Burton - Archie Birkin
- John Warnaby - Woolf Barnato
- Karen Cooper - Dorothy Paget
- Michael Jenn - Dudley Benjafield
- Daniel André Pageon - Jean Chassagne